# 365 днів: Цей день
365 днів: Цей день (пол. 365 Dni: Ten Dzień) — польський еротичний трилер 2022 року режисерів Барбари Бяловос та Томаша Мандеса.
Картина є продовженням фільму «365 днів», та заснований на романі трилогії Бланки Ліпінської «Цей день». У головних ролях Анна-Марія Сіклуцька, Магдалена Лампарська та Мікеле Морроне.
Фільм вийшов на Netflix 27 квітня 2022 року в Польщі та США.

## Сюжет
Лаура та Массімо повертаються, і вони сильніші, ніж будь-коли. Але сімейні проблеми Массімо й загадковий чоловік, який прагне завоювати Лауру, ускладнюють життя пари.

## Актори та ролі
| Актор                | Роль               |
| -------------------- | ------------------ |
| Анна-Марія Сіклуцка  | Лаура              |
| Магдалена Лампарська | Ольга              |
| Мікеле Морроне       | Массімо Торрічеллі |
| Отар Саралідзе       | Доменіко           |
| Сімона Сусінна       | Начо               |
| Ева Каспшик          | Клара              |
| Даріуш Якубовський   | Томаш              |
| Рамон Ланга          | Дон Матос          |
| Наташа Урбанська     | Анна               |
| Томаш Мандес         | Томмашо            |
| Бланка Ліпінська     | Елена              |
| Наталя Сівець        | Емі                |
| Кароліна Пісарек     | Амелія             |
| Роберт Вабіх         | священик           |